# Langues en Mongolie
La langue officielle de la Mongolie est le mongol khalkha, qui est la langue maternelle de 78 % des Mongols. L'ensemble des langues mongoles est la langue maternelle de 95 % de la population du pays.
Il existe différentes langues mongoles. La principale langue est le mongol, langue des Khalkhas, Mongols orientaux, utilisée comme langue vernaculaire en Mongolie. Les Mongols occidentaux utilisent quant à eux l'oïrate regroupant également plusieurs dialectes. Enfin, on y parle également le bouriate, une langue mongole parlée par des populations qui semblent originaires du Lac Baïkal, en Sibérie dont l'extrême sud est à une centaine de kilomètres au Nord de la Mongolie.
Le russe est la première langue secondaire des Mongols de Mongolie. Le mandarin, et l'anglais sont aussi des langues parlées.
À l'ouest de la Mongolie, les Kazakhs parlent le kazakh.

## Langues en Mongolie
- Evenki
- Kazakh
- Mongol, langue officielle.
- Chinois (mandarin), très minoritaire. Environ 25 000 locuteurs (langue maternelle) (2018). Langue universitaire + environ 10 000 à 15 000 locuteurs résidents de Chine (chiffre qui peut varier d'une année à une autre). Au moins 50 000 Mongols parlent le chinois mandarin en seconde langue.
- Russe, environ 20 000 locuteurs, surtout des bilingues kazakh/russe et mongol/russe. Langue universitaire + 15 000 à 20 000 résidents originaires de la fédération de Russie qui vivent sur place. Environ au moins 100 000 Mongols parlent le russe en seconde langue (2018).
- Anglais, enseigné pour le tourisme et le commerce international. Langue universitaire.